# 宮崎博史 (作家)
宮崎 博史（みやざき ひろし、1899年7月23日 - 1990年12月27日）は、日本の作家。

## 略歴
埼玉県浦和市（現さいたま市）出身。本名・宮崎博。1924年慶応義塾大学経済学部卒。三越に入り、宣伝部長、セントラル映画社宣伝部長を務めた。のちに作家となりユーモア小説を発表。

## 著書
- 『母の晴衣 抒情詩集』噸果社出版部 1928
- 『父の礼帽  新版ユーモア小説全集』アトリヱ社 1939
- 『別世界の幸福』 (ユーモア文庫)東成社 1940
- 『青春日記』 (新日本新作ユーモア小説選集) 国民教育普及会 1948
- 『めぐりあう日まで はるばる海を渡った少年と少女の物語』 (ぺんぎん文庫)国民図書刊行会 1949
- 『トンカ先生の恋』 (ユーモア小説全集) 東成社 1952
- 『少年少女ユーモア劇集』 (少年少女ユーモア文庫) 武田将美絵 宝文館 1953
- 『小さいお嫁さん』 (少年少女ユーモア文庫) 石田英助絵 宝文館 1953
- 『新婚展望車』東京文芸社 1954
- 『青春入場券』東京文芸社 1954
- 『アベック旅行』東京文芸社 1954
- 『たん子たん吉珍道中』1－2 三木一楽絵 東京漫画出版社 1954
  - 『たん子たん吉珍道中』石田英助絵. 東京文芸社 1954
- 『おさげ社長 ユーモア小説』川原久仁於絵 偕成社 1954
- 『青春旅がらす』 (人気作家小説全集) 東京文芸社 1955
- 『青春プール』東京文芸社 1955
- 『緑野ふたたび 戦後十年広告の物語』電通 1955
- 『サンドイッチさん』 (少年少女ユーモア文庫) 矢車涼絵 宝文館 1955
- 『ゆかいな仲間』 (少年少女ユーモア文庫)矢車涼絵 宝文館 1955
- 『青春万歳』洋々社 1956-1957
- 『青春マイク道中』東京文芸社 1956
- 『青春三面鏡』東京文芸社 1956
- 『花聟あります』東京文芸社 1957
- 『背広マラソン』東京文芸社 1957
- 『ごめん遊ばせ花婿先生』東京文芸社 1958
- 『有楽町で逢いましょう』東京文芸社 1958
- 『青春飛行』東京文芸社 1959
- 『恋愛分譲地』東京文芸社 1959
- 『ぽんぽこ花合戦』1,2 伊東章夫絵 きんらん社 1958-1959
- 『きゅうどん夢道中』全3巻 井上のぼる絵 きんらん社 1958-1959
- 『青春外野席』浪速書房 1960
- 『恋の誕生日』東京文芸社 1960
- 『素足の青春』東京文芸社 1960
- 『ラケット息子』東京文芸社 1960
- 『若い年輪』東京文芸社 1961
- 『広告成功術』オリオン社 1963
- 『もっか勉強中』秋元書房 1963
- 『カンナという女生徒』秋元書房 1964
- 『クラスに美男美女あり』秋元書房 1966
- 『クラスに忍者あり』秋元書房 1969 のち文庫
- 『おばあさんせいと』菊地貞雄画 小学館 1975